# Kretzer Bach
Der Kretzer Bach ist ein 	gut einen Kilometer langer kleiner Talauebach des Grundgebirges in Hückeswagen und ein nordöstlicher und rechter Zufluss der Wupper im nordrhein-westfälischen Oberbergischen Kreis.

## Geographie

### Verlauf
Der Kretzer Bach entspringt in der Gemarkung des Hückeswagener Ortsteils Mittelhombrechen auf einer Höhe von etwa 311 m ü. NHN am Rande eines kleinen Mischwaldes.
Er fließt zunächst etwa einen halben Kilometer in südwestlicher Richtung durch den Wald. wechselt dann in der Flur Auf'm alten Feld nach Westen, läuft danach gut zweihundert Meter nördlich von Niederhombrechen einen weiteren halben Kilometer durch Felder und wird auf seiner rechten Seite vom Mittelhombrechener Bach gespeist.
Er fließt nun wieder in südwestlicher Richtung und mündet schließlich südöstlich von Karrenstein auf einer Höhe von ungefähr 253 m ü. NHN von rechts in die Wuppertalsperre.
Der Bachlauf hat eine Länge von 1.349 Metern. und ein Sohlgefälle von 45 ‰. Er nutzt dabei das Gefälle, das durch die Erhebung Jostberg (317 über NN) an der Wuppertalsperre entsteht.

### Zuflüsse
- Mittelhombrechener Bach (rechts), 0,7 km, 0,28 km², 7,44 l/s